# Аккордеон
Аккордео́н (от фр. accordéon) — хроматическая ручная гармоника с клавиатурой фортепианного типа. Клавиатура аккомпанемента такая же, как у баяна: с 5—6 рядами кнопок, звучащими басами и аккордами (готовый аккордеон) или отдельными нотами (выборный или готово-выборный аккордеон)
В голосах мелодии два строевых (основных) язычка, как правило, звучат в «розлив» (с небольшой разницей в настройке), что определяет особенность звучания аккордеона по сравнению с русским баяном, у которого те же язычки звучат точно в унисон. Ещё одним отличительным признаком является более вероятное наличие регистров в голосах мелодии (см. Количество голосов. Регистры).

## История
Аккордеон вобрал в себя свойства разных музыкальных инструментов. По внешнему облику и возможностью переключать регистр он напоминает баян, по конструкции — гармонь, а клавишами схож с фортепиано. История аккордеона удивительна, извилиста и до сих пор вызывает оживленные дискуссии в профессиональной среде. История аккордеона берёт своё начало с Древнего Востока, где впервые в музыкальном инструменте шэн был использован принцип язычкового звукоизвлечения. У истоков создания аккордеона в привычном нам виде стояли два талантливых мастера: немецкий часовщик Христиан Бушман и чешский умелец Франтишек Киршник. Стоит отметить, что они не были знакомы между собой и работали совершенно независимо друг от друга.
17-летний Христиан Бушман, стремясь упростить работу по настройке органа, изобрел нехитрое приспособление — камертон в виде небольшой коробочки, в которую поместил металлический язычок. Когда Бушман ртом вдувал воздух в эту коробочку, язычок начинал звучать, выдавая тон определённой высоты. Позднее Христиан добавил в конструкцию воздушный резервуар (мех), а чтобы язычки не вибрировали одновременно, снабдил их клапанами. Теперь для того, чтобы получить нужный тон, следовало открыть клапан над определённой пластинкой, а остальные оставить прикрытыми. Таким образом, в 1821 году Бушман изобрел прообраз губной гармоники, который назвал «аура».
Почти в то же самое время, в 1770-х годах, чешский органный мастер, трудившийся при российском царском дворе, Франтишек Киршник, придумал новую систему язычковых планок и положил её в основу создания ручной гармоники. В ней было мало общего с современным инструментом, но единым оставался главный принцип звукоизвлечения гармоники — колебания металлической пластинки под воздействием воздушной струи, нажатий и щипков.

### Аккордеон Демиана
Спустя некоторое время ручная гармоника оказалась в руках венского органного мастера Кирилла Демиана. Кирилл Демьян родился в маленьком городке, который сейчас находится в Румынии и называется Герла, а раньше назывался Арменополис, потому что его основали в XVI веке выходцы из Киликийского королевства. Он много работал над усовершенствованием инструмента, придав ему, в конечном итоге, совершенно иной вид. Демиан разделил корпус инструмента на две равные части, поместил на них клавиатуры для левой и правой руки и соединил половины мехами. Каждой клавише соответствовал аккорд, что и предопределило его название «аккордеон». Авторское название своего инструмента Кирилл Демиан официально представил 6 мая 1829 года. Через 17 дней Демиан получил патент на своё изобретение и с тех пор 23 мая считают днем рождения аккордеона. В том же году началось массовое производство и продажа новоиспечённого музыкального инструмента.
Продолжилась история аккордеона на берегах Адриатики — в Италии. Там в местечке недалеко от Кастельфидардо сын батрака Паоло Сопрани приобрёл аккордеон Демиана у странствующего монаха. В 1864 году, собрав местных столяров-плотников, он открыл мастерскую, а позднее — и фабрику, где занимался не только производством инструментов, но и их модернизацией. Так родилась аккордеонная промышленность. Аккордеон быстро завоевывал любовь не только итальянцев, но и жителей других стран Европы.
В конце XIX столетия аккордеон вместе с эмигрантами пересёк Атлантику и прочно обосновался на североамериканском континенте, где сначала его именовали «пианино на бретельках». В 40-х годах XX века в США были сконструированы первые электронные аккордеоны.
На сегодняшний день аккордеон — всенародно любимый музыкальный инструмент, способный озвучить любое человеческое чувство — от безысходной тоски до ликующей радости. Несмотря на это, он по-прежнему продолжает совершенствоваться.

## Клавиатура
См. также: Конструкция ручных гармоник.
В основном на правой клавиатуре аккордеона исполняется мелодия, на левой — аккомпанемент. Однако в произведениях органного типа и авторских произведениях мелодия может перетекать в левую, а аккомпанемент в правую.

### Правая клавиатура
По типу правой клавиатуры современные аккордеоны подразделаются на два больших класса: клавишные и кнопочные.
Большинство современных аккордеонов — клавишные. Правая клавиатура у клавишных аккордеонов повторяет фортепианную клавиатуру (в частности, аппликатура на правой клавиатуре клавишного аккордеона сходна с фортепианной аппликатурой для правой руки). Высота звуков повышается от верхних клавиш к нижним. Диапазон полного — полноразмерного — аккордеона с 45 фортепианными клавишами — от ноты ми малой октавы (ми большой октавы за счёт регистра «Фагот») до ноты до четвёртой октавы (до пятой октавы за счёт регистра Пикколо). Неполные аккордеоны (с размерами 1/2, 3/4, 7/8) в основном предназначены для учебных целей. Диапазоны и тембры звучания на клавишных аккордеонах изменяются регистровыми переключателями, расположенными перед (относительно мехов) правой клавиатурой. Также для изменения тембров звучания используются подбородные регистры и регистр за грифом. Оба этих варианта дополняют основную регистровую машинку. У полного клавишного аккордеона число переключаемых регистров (и соответственно, переключателей регистров) может достигать пятнадцати.
Правая клавиатура кнопочных аккордеонов — кнопочная, визуально несколько напоминающая правую клавиатуру пятирядного баяна. Естественно, конструкция механизма связи кнопок с клапанами звукоизвлекающих элементов иная и очень сходна с таковой у баянов. Также кнопки сравнительно компактны (это также наблюдается и на баянах), что позволяет правой клавиатуре кнопочного аккордеона охватывать практически весь доступный аккордеону диапазон звуков. Это особенность кнопочного аккордеона делает ненужными переключаемые регистры диапазона звучания — достаточно иметь только переключаемые тембральные регистры. Как следствие, переключаемых регистров у кнопочных аккордеонов часто меньше. При равном же количестве переключаемых регистров кнопочный аккордеон обладает большим богатством тембров звучания, чем клавишный аккордеон.
В остальном же конструктивно кнопочный аккордеон никак не отличается от клавишного. В частности, панель-основа правой клавиатуры у кнопочного и клавишного устроена одинаково и, в частности, развернута относительно корпуса инструмента под одинаковым углом.

### Левая клавиатура
При нажатии одной кнопки на левой клавиатуре готового аккордеона звучит басовая нота или аккорд. У выборного или готово-выборного аккордеона на левой клавиатуре проигрываются отдельные ноты как на правой клавиатуре, но в более широком диапазоне звуков (за счёт басовых голосов). Подробное описание левой клавиатуры см. в соответствующем разделе статьи Баян.
| Размер                                 | Полный                                   | 7/8                                                                              | 3/4                                                                              | 1/2                                                                                        |
| -------------------------------------- | ---------------------------------------- | -------------------------------------------------------------------------------- | -------------------------------------------------------------------------------- | ------------------------------------------------------------------------------------------ |
| Пример                                 |                                          |                                                                                  |                                                                                  |                                                                                            |
| Количество клавиш на правой клавиатуре | 41 (фа малой октавы — ля третьей октавы) | 37 (фа малой октавы — фа третьей октавы)                                         | 34 (соль малой октавы — ми третьей октавы)                                       | 26 (си малой октавы — до третьей октавы)                                                   |
| Количество кнопок на левой клавиатуре  | 120                                      | от 80 до 120 (цифры ориентировочные и могут различаться у разных производителей) | от 80 до 120 (цифры ориентировочные и могут различаться у разных производителей) | 72, 60, 48, 40, 32, 24 (цифры ориентировочные и могут различаться у разных производителей) |

## Количество голосов. Регистры
Аккордеоны различаются по максимальному количеству одновременно звучащих язычков (голосов) при нажатии одной клавиши на правой клавиатуре. Аккордеоны с количеством голосов больше одного имеют разную настройку язычков: строевые язычки с разливом звучат чуть выше строевых, октавные — ниже строевых на октаву, пикколо — выше строевых на октаву, квинтовые — выше строевых на квинту.
| Вид аккордеона | Строевые | Строевые с разливом | Октавные | Пикколо | Квинтовые |
| -------------- | -------- | ------------------- | -------- | ------- | --------- |
| 2-голосный     | 1        | 1                   |          |         |           |
| 3-голосный     | 1        | 1                   | 1        |         |           |
| 4-голосный     | 1        | 1                   | 1        | 1       |           |
| 5-голосный     | 1        | 1                   | 1        | 1       | 1         |

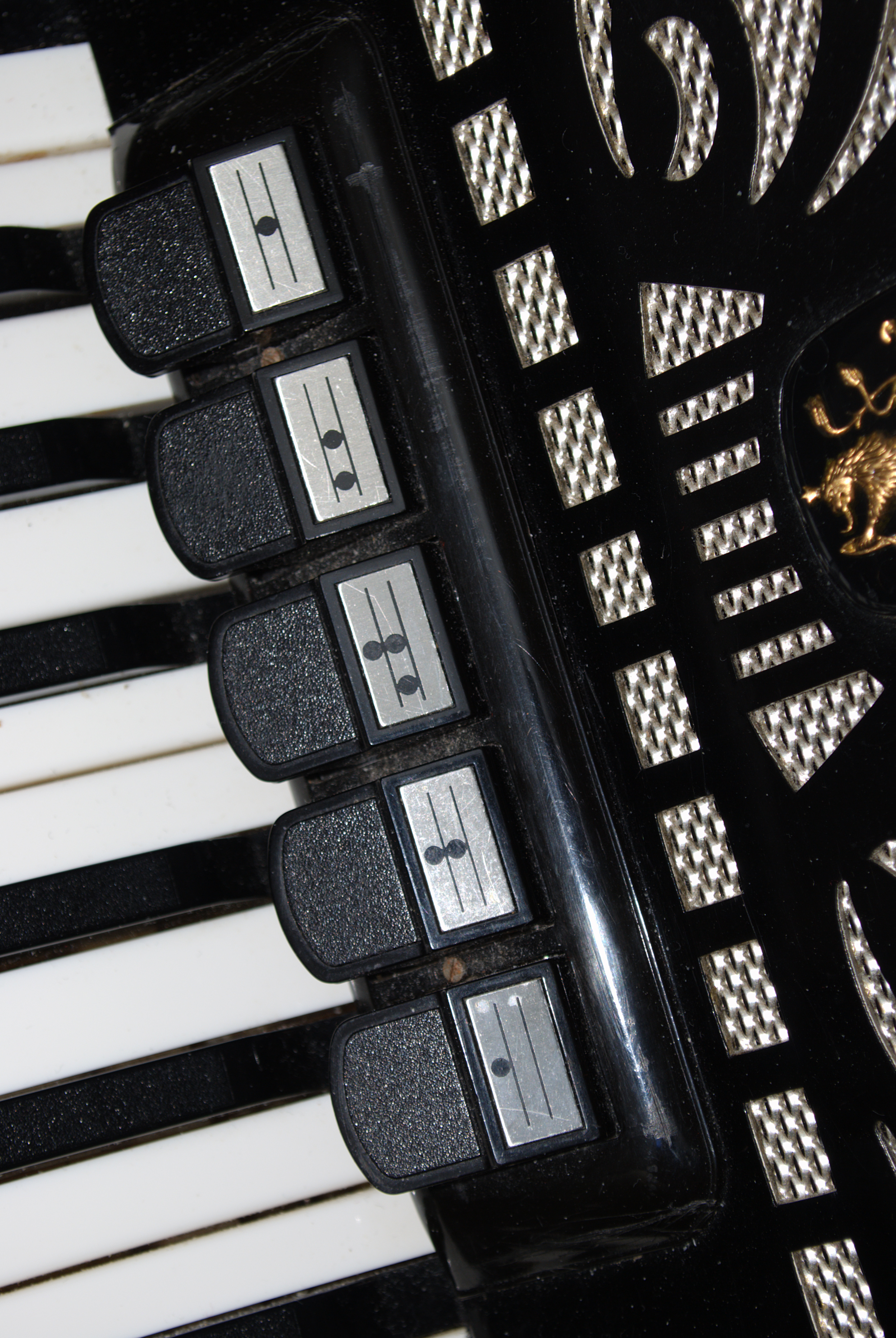
Переключатели регистров 3-голосного аккордеона

За счёт меньшего количества клавиш в правой клавиатуре (41 клавиша) клавишного аккордеона, по сравнению c баяном (в среднем около 52—55 кнопок), у аккордеона есть преимущество в возможности использования большего количества язычков, звучащих при нажатии одной клавиши, без необходимости увеличения ширины инструмента (у кнопочного аккордеона проблема ширины инструмента решается количеством кнопочных рядов в правой клавиатуре: у всех кнопочных аккордеонов правая клавиатура пятирядная). Благодаря этому свойству большинство аккордеонов изготавливают трёхголосными с регистровыми переключателями, изменяющими состав звучащих язычков. Однако доступные диапазоны звукоизвлечения у правой клавиатуры клавишного аккордеона всегда будет меньше, чем у правой клавиатуры баяна или кнопочного аккордеона. Это требует введения переключаемых регистров диапазонов звучания, а также дублирования некоторых тембральных регистров в смешанных диапазонах. Кнопочные аккордеоны, естественно, нуждаются только в переключаемых тембральных регистрах.